# Щраубинг
Щраубинг (на немски: Straubing) е град в Долна Бавария, Германия на река Дунав с 45 099 жители (към 31 декември 2012 г.).
Където сега се намира градът, територията е населена преди около 5600 пр.н.е. и се развива т. нар. „Култура Щраубинг“. От 500 пр.н.е. тук се заселват келтите и основават опидиум с името Сорвиодурум. Щраубинг е споменат за пръв път в документ през 897 г.
От 1353 до 1425/1429 г. градът е столица на Херцогство Бавария-Щраубинг.